# Henry Kokken

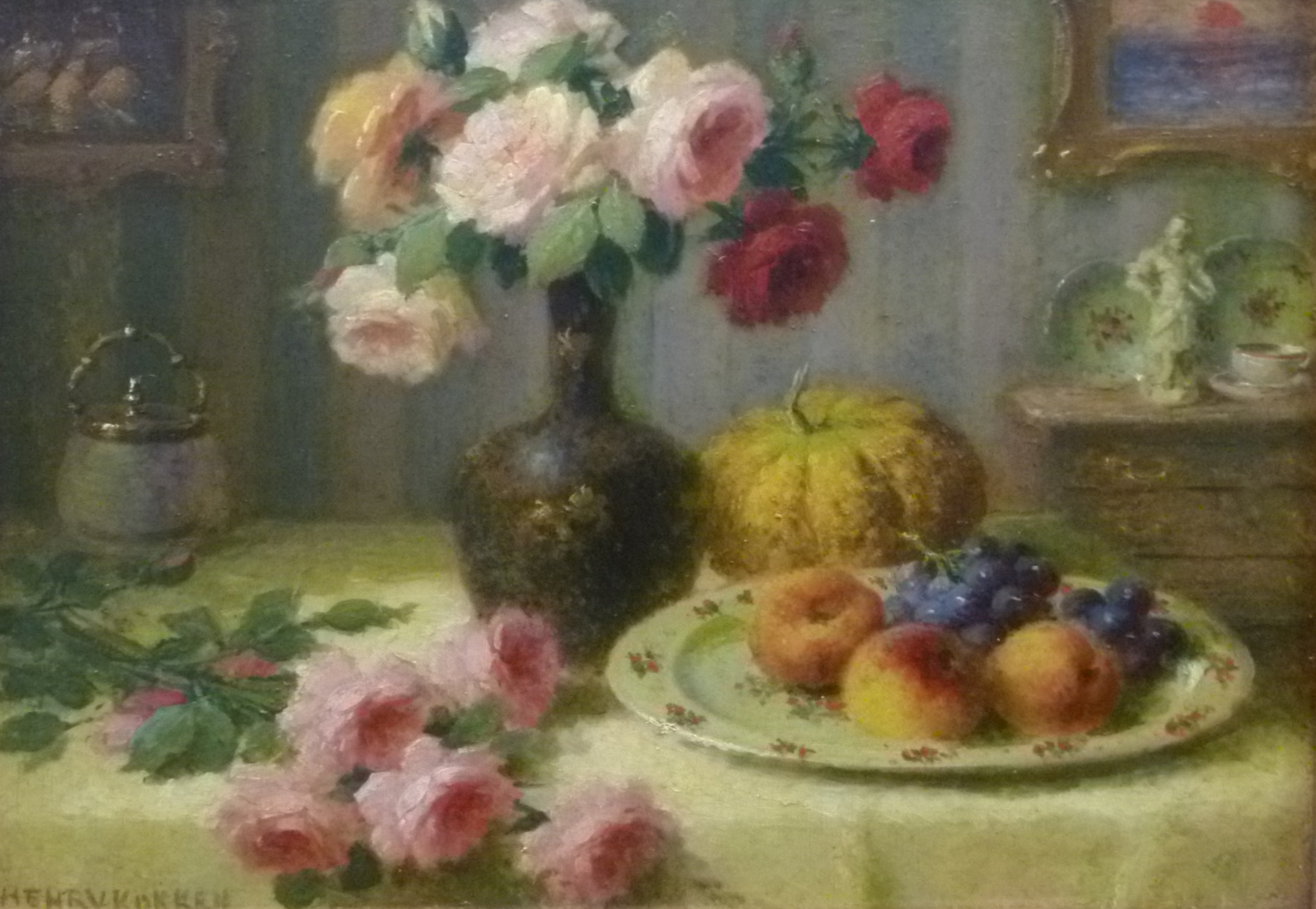
"Stilleven met rozen"

Henry Kokken (Antwerpen, 2 augustus 1860 - aldaar, 26 november 1941) was een Belgische kunstschilder en tekenaar. Hij wordt ook soms vermeld als Henri Kokken of Hendrik Kokken.
Hij kreeg zijn opleiding aan de Akademie van Antwerpen. Hij was werkzaam in België, Nederland, Frankrijk en (tijdens de Eerste Wereldoorlog) in Groot-Brittannië. Hij was actief in de Antwerpse kunstkringen "De Scalden" (opgericht in 1889) en "Als ick kan".
Hij specialiseerde zich in genreschilderijen, landschappen en stillevens van vruchten en bloemen. Hij toonde zich hierbij als een bedreven colorist met een soepele toets. Naast zijn olieverfschilderijen was hij ook een uitstekend tekenaar.
Kokken nam deel aan het Salon van Gent in 1883 met twee werken: "Landschap in de omgeving van Turnhout" en "Mand met bloemen". Gedurende zijn verblijf in Groot-Brittannië nam hij deel met twee schilderijen aan de tentoonstelling "Belgian Exposition of Modern Art" in Kingston-upon-Thames in 1915.
Hij werd, zoals zoveel andere landschapschilders, lid van de Koninklijke Vereniging voor Natuur- en Stedenschoon (1910-1943).
Kokken ligt begraven onder een monumentale zerk in Berchem, Antwerpen. 
Zijn werken bevinden zich meestal nog in privébezit en komen regelmatig terecht op een kunstveiling.